# Фролов, Валериан Александрович
Валериа́н Алекса́ндрович Фроло́в (26 мая (7 июня) 1895, Санкт-Петербург — 6 января 1961, Ленинград) — советский военачальник, командующий армией и фронтом в Великой Отечественной войне. Генерал-полковник (1943).

## Первая мировая и Гражданская войны
Родился в семье мелкого служащего.
В мае 1915 года мобилизован в Русскую императорскую армию. Служил рядовым в 180-м запасном пехотном полку (Петроград), с июля того же года — рядовым в запасном батальоне лейб-гвардии Московского полка, где обучался в учебной команде. С апреля 1917 годы участвовал в Первой мировой войне на Юго-Западный фронт в составе полка, на фронте получил чин старшего унтер-офицера, был назначен командиром взвода. Был ранен. Демобилизован в феврале 1918 года.
В Красной Армии с февраля 1918 года, вступив добровольцем одним из первых. Начал службу красноармейцем запасного батальона Выборгского района Петрограда, на базе которого вскоре был сформирован 1-й Московский революционный полк. В нём Фролов стал командиром отделения, а затем и командиром взвода этого полка, в составе Северного участка отрядов завесы с полком воевал на Карельском перешейке. В декабре 1918 года переведён командиром роты (через несколько месяцев назначен командиром батальона) в 48-й стрелковый полк 6-й стрелковой дивизии 7-й армии, участвовал в походе Красной армии в Эстонию, в обороне Петрограда от войск генерала Н. Н. Юденича, в Нарвской операции (ноябрь-декабрь 1919 года), в Советско-польской войне. Против поляков воевал под Полоцком и Лепелем, на варшавском направлении. 6 сентября 1920 года в бою под Гродно был ранен и получил сильную контузию, от которой страдал до конца жизни. После долгого излечения в госпитале только в декабре вернулся в свой полк. Командиром батальона зимой и весной 1921 года участвовал в ликвидации белогвардейских формирований в районе городов Лепель и Сенно. Член РКП(б) с 1919 года.

## Межвоенный период
Весной 1921 года 6-ю стрелковую дивизию передали в Орловский военный округ, там В. А. Фролов продолжал служить командиром батальона 48-го стрелкового полка, командиром роты особого отдела дивизии. Но в марте 1922 года его вернули на Западный фронт, где он командовал ротами в 49-м, 50-м и 6-м стрелковых полках. В 1924 году окончил Высшую тактическо-стрелковую школу командного состава РККА имени Коминтерна «Выстрел». С сентября 1924 командир роты, с ноября 1924 начальник полковой школы, с октября 1926 — командир батальона 5-го стрелкового полка 2-й стрелковой дивизии Белорусского военного округа.
С ноября 1928 года учился сначала на 6-месячных подготовительных курсах при Военно-политической академии РККА имени Н. Г. Толмачева, после их окончания в июне 1929 года поступил в Военную академию РККА имени М. В. Фрунзе. Окончил её в мае 1932 года и назначен командиром-комиссаром 46-го стрелкового полка 16-й стрелковой дивизии Ленинградского военного округа. С апреля 1936 — помощник начальника управления пункта ПВО города Ленинграда. С ноября 1936 — начальник штаба 54-й стрелковой дивизии Ленинградского ВО. С июня 1937 года — командир 16-й стрелковой дивизии. С октября 1937 по сентябрь 1938 года участвовал в Гражданской войне в Испании. С января 1939 — командир 1-го стрелкового корпуса Ленинградского ВО.
С октября 1939 — командующий Мурманской армейской группой войск. В октябре 1939 года эта группа войск была преобразована в 14-ю армию, командующим которой остался комдив В. А. Фролов. В декабре 1939 — марте 1940 года во главе армии участвовал в советско-финской войне. Армия действовала в Заполярье. После окончания войны продолжал командовать армией.

## Великая Отечественная война
С началом Великой Отечественной войны во главе армии оборонял мурманское направление. В ходе Мурманской оборонительной операции части армии во взаимодействии с Северным флотом сумели остановить наступление немецкой армии «Норвегия» и удержать важнейший незамерзающий порт Мурманск.
С сентября 1941 по февраль 1944 года — командующий Карельским фронтом. Войска фронта удерживали оборону на гигантском рубеже свыше 1200 километров от Баренцева моря через Ухту и Повенец на Онежском озере по реке Свирь до Ладожского озера. Фронт сковывал примерно половину финской армии и крупные силы немецких войск. Периодически проводились частные операции: Медвежьегорская наступательная операция, Кестеньгская операция, Мурманская наступательная операция.
В феврале 1944 года командующим фронтом был назначен генерал армии К. А. Мерецков, а В. А. Фролов оставлен его заместителем. В этом году участвовал в Свирско-Петрозаводской операции, преследовании противника на кандалакшском и кестеньгском направлениях, в Петсамо-Киркенесской операции. В результате на северо-западе СССР была восстановлена государственная граница, Финляндия выведена из войны. В конце 1944 года фронт был расформирован. В. А. Фролова перевели на работу в тылу.

Могила В. А. Фролова на Богословском кладбище Санкт-Петербурга.

## Послевоенное время
С декабря 1944 года по май 1948 года — командующий войсками Беломорского военного округа.
В 1949 году окончил Высшие академические курсы при Высшей военной академии имени К. Е. Ворошилова. С мая 1949 по июнь 1951 года командовал войсками Архангельского военного округа. С июля 1951 до расформирования округа в апреле 1956 года — вновь командующий войсками Беломорского военного округа. После расформирования был в распоряжении ГУК Минобороны СССР. С октября 1956 года — в запасе.
Жил в Ленинграде. Похоронен на Богословском кладбище Ленинграда.

## Воинские звания
- полковник (17.02.1936)
- комбриг (17.02.1938)
- комдив (21.01.1939)
- комкор (23.12.1939)
- генерал-лейтенант (4.06.1940)
- генерал-полковник (28.04.1943)

## Отзывы
Генерал-майор Г. А. Вещезерский:

Меня вызвали к командующему армией генерал-лейтенанту Валерьяну Александровичу Фролову. Мы с ним давние знакомые. В тридцатых годах я служил в отделе боевой подготовки Ленинградского военного округа, а он командовал в Новгороде стрелковым полком. Потом наши пути сошлись ближе: он был некоторое время начальником штаба 54-й стрелковой дивизии, расквартированной в Северной Карелии и Заполярье, мне же довелось командовать там полком. Однако вскоре Фролов уехал добровольцем в Испанию, участвовал там в боях.

Валерьян Александрович встретил меня приветливо. Я не видел его уже несколько лет, однако не нашел в нём особых перемен, разве что пополнел да волосы стали реже. Он по-прежнему подергивал головой и плечом (давала себя знать контузия, полученная в бою с белополяками в 1920 году) и почти непрерывно курил или просто сосал незажженную трубку с длинным мундштуком. В ящике его стола хранилась целая коллекция трубок, с которой он никогда не расставался.

Фролов всегда производил на меня очень хорошее впечатление. С подчиненными он был сдержан и вежлив, очень внимательно и заботливо относился к людям. Неторопливый, осмотрительный, он никогда не пренебрегал мнением младших по должности.

## Награды
- 3 ордена Ленина (7.05.1940, 21.02.1945, 6.06.1955)[2]
- 4 ордена Красного Знамени (22.02.1938, 22.02.1939, 3.11.1944, 24.06.1948)
- Орден Кутузова 1-й степени (22.02.1944)
- орден Богдана Хмельницкого 1-й степени (2.11.1944)
- орден Красной Звезды (16.08.1936)
- медаль «За оборону Советского Заполярья»
- другие медали СССР

## Память

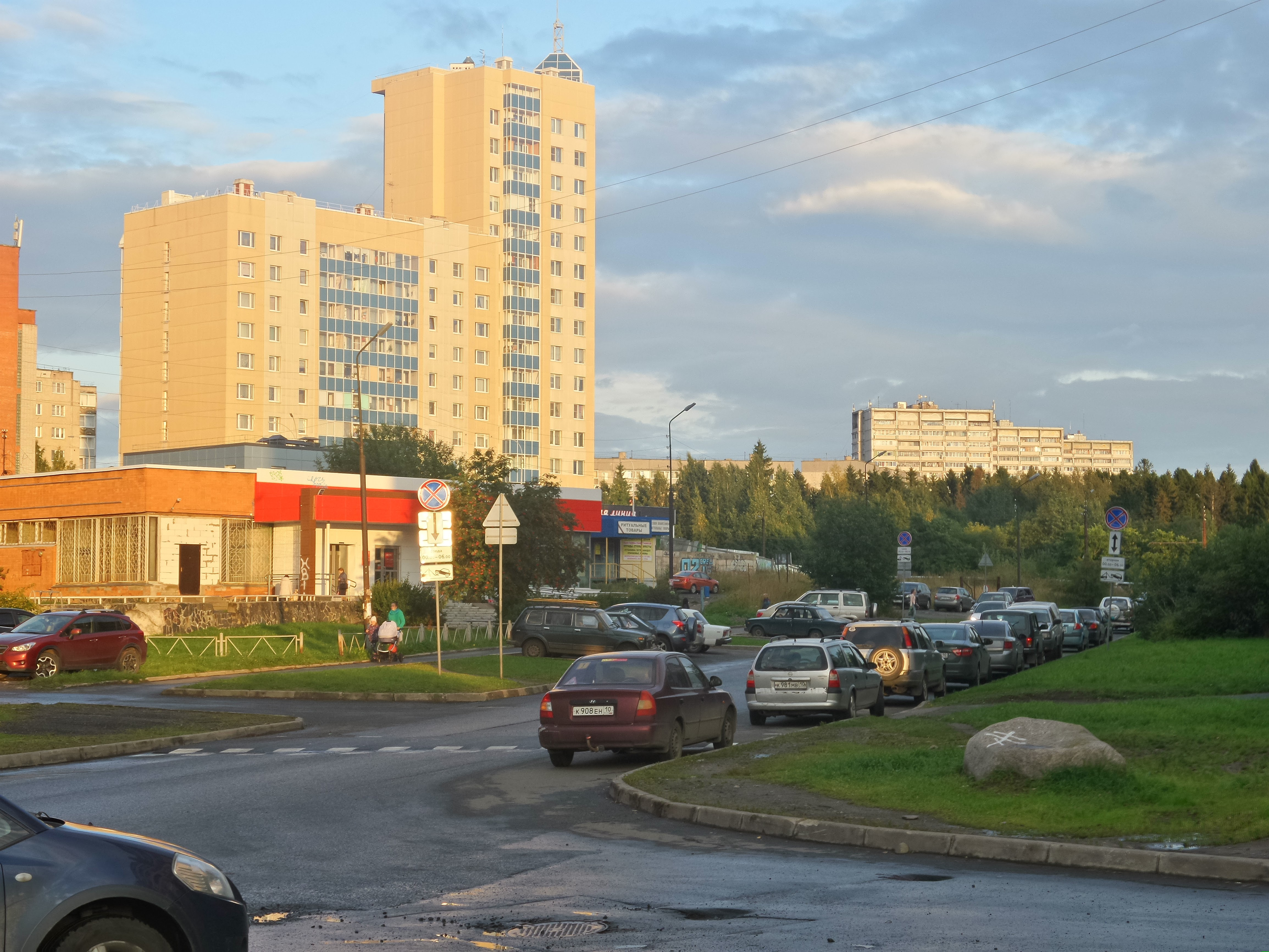
Улица Генерала Фролова в Петрозаводске. Сентябрь 2017

- Имя генерала В. А. Фролова носит улица в Петрозаводске, на доме № 9 установлена мемориальная доска в честь В. А. Фролова.
- В Мурманске также есть улица Генерала Фролова, на фасаде дома № 5 установлена мемориальная доска.